# Hotel Christian IV
Hotel Christian IV er et familieejet 3-stjernet hotel beliggende ved Kongens Have i København. Hotellet har 42 værelser samt morgenmadsrestaurant.

## Historie
Bygningen, som blev navngivet Christiansgården, er opført i 1942-1943 af arkitekterne Kay Fisker og Svenn Eske Kristensen og skulle fungere som en arkitektonisk overgang mellem de 200 år gamle huse ud mod Kongens Have og nybyggeriet Dronningegården. I efterkrigstiden husede bygningen flygtninge, men blev sidenhen omdannet til et pensionat.
I 1986 blev bygningen købt af Arp-Hansen Hotel Group og lavet om til hotel. I dag drives hotellet ikke længere af Arp-Hansen Hotel Group. Hotellet har siden 2021 været drevet af Copenhagen Design Hotels som også driver Hotel Alexandra, under selskabet Danish Design Hotels.
I juni 2025 har hotellet skiftet navn til Hotel Petra og har skiftet karakter til et boutique-hotel. Hotel Petra rummer 40 værelser, bar og restaurant.